# テオフィル・ド・ドンデ

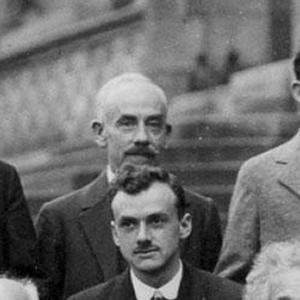
テオフィル・ド・ドンデ（後ろ。前はポール・ディラック）

テオフィル・ド・ドンデ（ド・ドンデル、Theophile Ernest de Donder [də dɔ̃dɛʁ]、1872年8月19日 - 1957年5月11日）はベルギーの数学者、化学者。
スハールベークで生まれた。1891年に、ブリュッセル師範学校を優秀な成績で卒業し、ブリュッセル自由大学で数学を学び、1899年に学位を授与された。1900年にパリに留学し、ブリルアン、ポアンカレに師事した。1911年にブリュッセル大学に移り、1929年に数理物理学の教授となった。教え子にイリヤ・プリゴジンがいる。熱力学の分野で化学ポテンシャルにもとづいて化学的親和力の解析をおこなった。数学者としては、積分不変量の理論と変分原理の展開に関心があり、「種と変種の理論に応用した変分計算」に関する論文を著し、数理生物学の草分けとなった。